# Stigma (Metalcore-Band)
Stigma war eine italienische Metalcore-Band. Ihren Musikstil vermischte die Band mit Death-Metal-Elementen.

## Geschichte

Das ehemalige Logo der Band, das bis 2010 verwendet wurde.

Das aktuelle Logo der Band, das seit 2010 verwendet wird.

2000 gründeten Stefano Ghigliano (Schlagzeug), Morgan (Gitarre), Stefano „Vlad“ Gehrsi (Gesang) und Flavio „Magna“ Magnaldi (Bass) die Band, die ursprünglich Hardcore Metal spielte. Heute spielen mit Andrea Bailo und Giacomo „Jack“ Poli zwei Gitarristen, während Morgan nicht mehr in der Band aktiv ist. Ihre Demo Metamorphosis veröffentlichte erschien 2003 als Eigenproduktion. Kurze Zeit später unterzeichnete die Band einen Vertrag mit Nocturnal Brights, wo die Band eine Zwei-Track-EP produzierte und unter dem Namen Epitaph of Pain im Jahr 2005 veröffentlichte.
Danach wechselte die Band das Label und veröffentlichte ihr Debütalbum When Midnight Strikes! beim US-Label Pivotal Rockordings. Dieses Album erreichte bei vielen Metalmagazinen, wie Legacy, Metal Hammer, Rock Hard und sogar auf dem Iron Maiden Airplay vom Sänger Bruce Dickinson positive Kritik. Die Band spielte bereits eine Europa-Tour, die mit einem Auftritt beim belgischen Hardcore-Musikfestival Ieperfest und zwei Konzerten mit Bring Me the Horizon und August Burns Red endete.
Im April 2010 veröffentlichte die Band ihr zweites Album Concerto of the Undead, dass die Band gemeinsam mit BMTH-Gitarristen Jona Weinhofen produzierte und weltweit käuflich ist, so gibt es eine Limited-Edition mit T-Shirt, eine australische, sowie eine japanische CD-Edition. Dieses Album wurde von Scott Akins, der schon mit Behemoth, Sylosis und Cradle of Filth zusammenarbeitete gemixt.  Nach der Veröffentlichung unterschrieb die Band einen Plattenvertrag bei Stomp Entertainment, die die australische und japanische Edition des Albums Concerto for the Undead produziert.
2010 gab die Band erneut Konzerte außerhalb Italiens, darunter in Ungarn und Dänemark. Außerdem war die Band beim Metalfest in Ungarn zu sehen. Dort spielte die Band gemeinsam mit Amon Amarth, Legion of the Damned, Vader, Eluveitie und Marduk. Die Band war des Weiteren Opener für Bleeding Through, die am 15. Juni 2010 in Rom spielten.
Am 17. Januar 2011 wurde mit The Undertaker die zweite EP veröffentlicht, welche allerdings nur Digital als Download erwerbbar ist. Bei der Produktion wirkten Simone Mularoni (Produzent), Bleeding-Through-Frontmann Brandan Schieppati und Anaal-Nathrakh-Musiker Mick Kenney, die Bombs of Death Productions betreiben, mit. Das Cover-Artwork stammt von Daniel Mcbride, der auch schon Cover für Born of Osiris, Veil of Maya und After the Burial entworfen hat. Außerdem wurde zum Song The Undertaker ein Musikvideo gedreht, wo Salvatore Perroni Produzent war. Perroni hat bereits Videos mit Suicide Silence, Devildriver und Evergreen Terrace gedreht.
Im Februar 2012 gaben die Musiker die Auflösung der Band bekannt. Einige Musiker haben die Band The Doomsayer gegründet.

## Diskografie

### Demo
- 2003: Metamorphosis (Eigenproduktion)

### EPs
- 2005: Epitaph of Pain (Nocturnal Brights)
- 2011: The Undertaker (Pivotal Rockordings)

### Alben
- 2008: When Midnight Strikes! (Pivotal Rockordings/Stomp Entertainment in Japan)
- 2010: Concerto of the Undead (Pivotal Rockordings)